# Dayana Hernández
Dayana Hernández González (San José, 15 de julio de 1983-1 de julio de 2024) fue una consultora trans en temas relacionados con el acceso a la salud, ITS y VIH, y activista por los derechos de las personas trans y los derechos humanos costarricense. Fue fundadora y directora de la organización Transvida. En 2018 fue la primera mujer trans en ser candidata a diputada para la Asamblea Legislativa.
Dentro del activismo, Hernández fue una persona referente en Mecanismo Coordinador País. También fue coordinadora nacional de la REDLACTRANS, integrante de la Plataforma Bloque Trans y colaboradora de ONUSIDA. Fue cogestora del programa «De las calles a las aulas», que obtuvo el Premio Mejoras a la Calidad de Vida de les Costarricenses y lideró el proyecto Empresas Diversas.

## Biografía
Nació en San José, capital de Costa Rica en 1983. A principios de la década de 2000 ejerció la prostitución, a la vez que se inició en el activismo. En 2002 un médico le administró inyecciones de biopolímeros en caderas, pechos y glúteos, lo que le acarreó problemas de salud. También fue estilista, y estudió inglés en el Instituto Nacional de Aprendizaje, aptitud que le llevó a conseguir un trabajo en un centro de llamadas. También estudió portugués y computación.
En 2009, junto a otras compañeras, fundó Transvida, organización que se dedica a la mejora de las condiciones de vida de la población trans costarricense, especialmente el colectivo de mujeres trans, a través de la atención educativa y médica, así como acceso laboral.
En 2016 denunció a la Caja Costarricense del Seguro Social de negligencia y violencia de género al ser desatendida su búsqueda de atención médica, o ser víctima de deadnaming por parte del personal sanitario.
En 2017 anunció su candidatura por el partido político VAMOS al cargo de diputada para la Asamblea Legislativa en las elecciones generales de 2018, lo que la convirtió en la primera mujer trans en presentarse como candidata al congreso. Postuló como segunda en la lista por la provincia de San José. Tuvo que hacerlo con su nombre y género de nacimiento ya que no existía una ley costarricense que permita el cambio registral del sexo en su documento de identidad.
El 1 de mayo de 2018 encabezó una protesta exigiendo el cupo laboral trans y regularización del trabajo sexual.

## Fallecimiento
“Falleció (el 1 de julio de 2024) a las 4:50 de la mañana como consecuencia de los polímeros y la mala praxis que sufrió como una más de las mujeres trans de su generación cuando les inyectaban aceite directamente al cuerpo. Hoy día se sabe que eso es peligrosísimo para la salud." dice el comunicado oficial de Transvida a través de su vocera Camila Schumacher.
Diversas organizaciones costarricenses y latinoamericanas le rindieron homenaje a través de sus cuentas en redes sociales.